# 1921 en sport automobile
Chronologie du Sport automobile
1920 en sport automobile - 1921 en sport automobile - 1922 en sport automobile
Les faits marquants de l'année 1921 en Sport automobile

## Par mois

### Mai
- 29 mai : Targa Florio.
- 30 mai : 500 miles d'Indianapolis.

### Juillet
- 25 juillet : huitième édition du Grand Prix de France au Mans. Le pilote américain Jimmy Murphy s'impose sur une Duesenberg.

### Septembre
- 4 septembre : première édition du Grand Prix d'Italie à Brescia. Le pilote français Jules Goux s'impose sur une Ballot.

## Naissances
- 21 mars : Francisco Godia Sales, pilote espagnol de course automobile, († 28 novembre 1990).
- 23 mars : Donald Malcolm Campbell, pilote britannique qui a battu huit records du monde de vitesse sur l'eau et sur terre durant les années 1950 et 1960.  († 4 janvier 1967).
- 26 avril : François Picard, coureur automobile français. († 19 avril 1996).
- 11 mai : Geoff Crossley, pilote anglais de Formule 1.  († 7 janvier 2002).
- 12 juin : Dennis Taylor, pilote automobile anglais.  († 2 juin 1962).
- 29 juin : Harry Schell, coureur automobile américain, († 13 mai 1960).
- 24 août : Sam Tingle, pilote automobile rhodésien. († 19 décembre 2008).
- 20 septembre : Horace Gould, pilote automobile anglais. († 4 novembre 1968).
- 22 septembre : Ian Raby, pilote Britannique. († 7 novembre 1967).
- 27 septembre : Gonzague Olivier, pilote automobile français,  († 30 janvier 2013).
- 2 octobre : 
  - Mike Nazaruk, pilote automobile d'IndyCar américain, († 1er mai 1955).
  - Giorgio Scarlatti, pilote automobile italien. († 26 juillet 1990).
- 5 novembre : Kurt Adolff, pilote automobile allemand. († 24 janvier 2012).
- 21 décembre : Günther Bechem, pilote automobile allemand. († 3 mai 2011).